# Sherko Karim
Sherko Kareem Lateef Gubari, noto anche come Sherko Karim e Gubari Sherko (Kirkuk, 25 maggio 1996), è un calciatore iracheno, attaccante dell'Al-Shorta.

## Carriera

### Club
Ha iniziato la carriera in Iraq con l'Al Shorta. Nel 2015 si trasferisce agli svizzeri del Grasshoppers con cui gioca in massima serie ed esordisce nelle coppe europee, giocando un incontro in Europa League.

### Nazionale
Ha giocato nelle nazionali giovanili irachene Under-17 ed Under-20.
Nel 2016 ha preso parte con la nazionale olimpica irachena ai Giochi olimpici in Brasile, giocando 3 partite.
Nel 2021 ha esordito nella nazionale maggiore irachena.

## Statistiche

### Cronologia presenze e reti in nazionale
| Cronologia completa delle presenze e delle reti in nazionale ― Iraq | Cronologia completa delle presenze e delle reti in nazionale ― Iraq | Cronologia completa delle presenze e delle reti in nazionale ― Iraq | Cronologia completa delle presenze e delle reti in nazionale ― Iraq | Cronologia completa delle presenze e delle reti in nazionale ― Iraq | Cronologia completa delle presenze e delle reti in nazionale ― Iraq | Cronologia completa delle presenze e delle reti in nazionale ― Iraq | Cronologia completa delle presenze e delle reti in nazionale ― Iraq |
| Data                                                                | Città                                                               | In casa                                                             | Risultato                                                           | Ospiti                                                              | Competizione                                                        | Reti                                                                | Note                                                                |
| ------------------------------------------------------------------- | ------------------------------------------------------------------- | ------------------------------------------------------------------- | ------------------------------------------------------------------- | ------------------------------------------------------------------- | ------------------------------------------------------------------- | ------------------------------------------------------------------- | ------------------------------------------------------------------- |
| 15-6-2021                                                           | Arad                                                                | Iran                                                                | 1 – 0                                                               | Iraq                                                                | Qual. Mondiali 2022                                                 | -                                                                   | 86’                                                                 |
| 2-9-2021                                                            | Seul                                                                | Corea del Sud                                                       | 0 – 0                                                               | Iraq                                                                | Qual. Mondiali 2022                                                 | -                                                                   |                                                                     |
| Totale                                                              |                                                                     | Presenze                                                            | 2                                                                   |                                                                     | Reti                                                                | 0                                                                   |                                                                     |